# Nicolaas Gerardus Hendricus Deen
Nicolaas Gerardus Hendricus Deen, född 24 februari 1897 i Haag, död 23 november 1977 i Rotterdam, var en nederländsk språkvetare, verksam vid Universitetet i Leiden. Han var student till professor Christianus Cornelius Uhlenbeck. År 1937 avlade Deen doktorsexamen efter studier av de baskisk-isländska ordlistor där det bland annat finns belägg för det baskisk-isländska pidginspråket.